# Tigersås
Tigersås är en stark kryddsås som påminner om tabasco, men mycket smakrikare,  het, söt, sur och rökig på en och samma gång. Tillverkad av lagrad cayennepeppar och vinäger som bas sedan smaksatt med 28 olika kryddor och andra smakämnen.